# АІ-4
АІ-4 - авіаційний поршневий двигун створений в 1946 р. на ЗМКБ «Прогрес» ім. О. Г. Івченка, спеціально для установки на дослідний вертоліт Ка-10. В листопаді 1948 р проведено державні випробування двигуна. Було випущено 35 двигунів АІ-4.

## Технічний опис
АІ-4 являє собою чотири-циліндровий поршневий двигун з примусовим повітряним охолодженням. Трансмісія складалася з двох редукторів, один розподіляє потужність на два тримальних гвинти, інший з'єднаний з двигуном і служить для зменшення числа обертів. Вертикальний вал, який виходить з редуктора, передає потужність на розподільчий редуктор і на верхній несучий гвинт.